# Lista de prêmios e indicações recebidos por Gilmore Girls
Esta é a lista de prêmios e indicações recebidos pela série de televisão Gilmore Girls (2000-2007).

## American Film Institute
| Ano  | Categoria             | Nomeado(s)    | Resultado | Ref.  |
| ---- | --------------------- | ------------- | --------- | ----- |
| 2003 | Programa de TV do ano | Gilmore Girls | Venceu    | [ 1 ] |

## ALMA Awards
| Ano  | Categoria                                                         | Nomeado(s)    | Resultado | Ref. |
| ---- | ----------------------------------------------------------------- | ------------- | --------- | ---- |
| 2001 | Atriz Excepcional - Série de Televisão                            | Liz Torres    | Indicado  |      |
| 2006 | Atriz Excepcional em um Papel Principal - Série de Televisão      | Alexis Bledel | Indicado  |      |
| 2006 | Atriz Excepcional em um Papel de Coadjuvante - Série de Televisão | Liz Torres    | Indicado  |      |

## Emmy Awards
| Ano  | Categoria                             | Destinatários                                   | Episódio                     | Resultado | Ref.              |
| ---- | ------------------------------------- | ----------------------------------------------- | ---------------------------- | --------- | ----------------- |
| 2004 | Melhor Maquiagem de Série ou Especial | Marie Del Prete, Malanie Romero e Mike Smithson | "The Festival of Living Art" | Venceu    | [ 2 ] [ 3 ] [ 4 ] |

## Family Television Awards
| Ano  | Categoria  | Nomeado(s)                           | Resultado | Ref. |
| ---- | ---------- | ------------------------------------ | --------- | ---- |
| 2002 | Atriz      | Alexis Bledel (como Rory Gilmore)    | Venceu    |      |
| 2001 | Atriz      | Lauren Graham (como Lorelai Gilmore) | Venceu    |      |
| 2001 | Nova Série | Gilmore Girls                        | Venceu    |      |

## Golden Globe Awards
| Ano  | Categoria                       | Destinatários | Resultado | Ref.  |
| ---- | ------------------------------- | ------------- | --------- | ----- |
| 2001 | Melhor Atriz em Série Dramática | Lauren Graham | Indicado  | [ 5 ] |

## Gracie Allen Awards
| Ano  | Categoria                    | Nomeado(s)    | Resultado | Ref. |
| ---- | ---------------------------- | ------------- | --------- | ---- |
| 2006 | Série de Comédia Excepcional | Gilmore Girls | Venceu    |      |

## Goldderby TV Awards
| Ano  | Categoria                    | Nomeado(s)                            | Resultado | Ref. |
| ---- | ---------------------------- | ------------------------------------- | --------- | ---- |
| 2006 | Atriz Principal de Comédia   | Lauren Graham                         | Indicado  |      |
| 2006 | Atriz Coadjuvante de Comédia | Kelly Bishop                          | Indicado  |      |
| 2006 | Episódio de Comédia do Ano   | "Friday Night's Alright for Fighting" | Indicado  |      |

## International Press Academy
| Ano  | Categoria                                 | Nomeado(s)    | Resultado | Ref. |
| ---- | ----------------------------------------- | ------------- | --------- | ---- |
| 2005 | Melhor Atriz em Série, Comédia ou Musical | Lauren Graham | Indicado  |      |

## Hollywood Makeup Artist and Hair Stylist Guild Awards
| Ano  | Categoria                                                  | Nomeado(s)                                                       | Resultado | Ref. |
| ---- | ---------------------------------------------------------- | ---------------------------------------------------------------- | --------- | ---- |
| 2004 | Melhor Estilo de Cabelo de Personagem - Série de Televisão | Romy Fleming, Christina Raye                                     | Venceu    |      |
| 2004 | Melhor Maquiagem De Personagem - Série de Televisão        | Marie Del Prete, Malanie J. Romero, Mike Smithson, Debbie Zoller | Venceu    |      |
| 2003 | Melhor Combinação de Penteado - Série de Televisão         | Patricia Vecchio, Maria Elena, Romy Fleming                      | Indicado  |      |

## Motion Picture Sound Editors
| Ano  | Categoria                                                        | Destinatários                                           | Episódio                | Resultado |
| ---- | ---------------------------------------------------------------- | ------------------------------------------------------- | ----------------------- | --------- |
| 2005 | Melhor Edição de Som em Forma Curta de Televisão – Diálogo & ADR | David Beadle, Sonya Henry, Patrick Hogan e Eileen Horta | "You Jump, I Jump Jack" | Indicado  |

## MediaVillage TV Fan Awards
| Ano  | Categoria                                    | Nomeado(s)    | Resultado |
| ---- | -------------------------------------------- | ------------- | --------- |
| 2006 | Melhor Atriz em uma Série de Comédia         | Lauren Graham | Venceu    |
| 2006 | Melhor Atriz Coadjuvante em Série de Comédia | Kelly Bishop  | Venceu    |

## People's Choice Awards
| Ano  | Categoria                   | Destinatários | Resultado |
| ---- | --------------------------- | ------------- | --------- |
| 2005 | Drama de Televisão Favorito | Gilmore Girls | Indicado  |

## Satellite Awards
| Ano  | Categoria                                                          | Nomeado(s)    | Resultado |
| ---- | ------------------------------------------------------------------ | ------------- | --------- |
| 2001 | Melhor Atriz em Papel Principal – Série Musical ou Comédia         | Lauren Graham | Indicado  |
| 2002 | Melhor Atriz em Papel Principal – Série Musical ou Comédia         | Alexis Bledel | Indicado  |
| 2002 | Melhor Atriz em Papel Principal – Série Musical ou Comédia         | Lauren Graham | Indicado  |
| 2002 | Melhor Atriz em um Papel de Coadjuvante – Série Musical ou Comédia | Kelly Bishop  | Indicado  |
| 2002 | Melhor Série - Musical ou Comédia                                  | Gilmore Girls | Indicado  |
| 2003 | Melhor Atriz em Papel Principal – Série Musical ou Comédia         | Lauren Graham | Indicado  |
| 2003 | Melhor Atriz em um Papel de Coadjuvante – Série Musical ou Comédia | Kelly Bishop  | Indicado  |
| 2004 | Melhor Atriz em Papel Principal – Série Musical ou Comédia         | Lauren Graham | Indicado  |
| 2004 | Melhor Série – Musical ou Comédia                                  | Gilmore Girls | Indicado  |
| 2005 | Atriz Excepcional em um Papel Principal – Série Musical ou Comédia | Lauren Graham | Indicado  |

## Teen Choice Awards
| Ano  | Categoria                             | Nomeado(s)                                           | Resultado |
| ---- | ------------------------------------- | ---------------------------------------------------- | --------- |
| 2006 | TV - Escolha Atriz: Comédia           | Alexis Bledel (como Rory Gilmore)                    | Venceu    |
| 2006 | TV - Unidade Parental Escolha         | Lauren Graham (como Lorelai Gilmore)                 | Venceu    |
| 2006 | TV - Química de Escolha               | Alexis Bledel, Matt Czuchry (como Logan Huntzberger) | Indicado  |
| 2006 | TV - Escolha de Comédia/Show Musical  | Gilmore Girls                                        | Indicado  |
| 2005 | Escolha de TV Atriz: Comédia          | Alexis Bledel (como Rory Gilmore)                    | Venceu    |
| 2005 | Unidades parentais da Choice TV       | Lauren Graham (como Lorelai Gilmore)                 | Venceu    |
| 2005 | Programa de TV: Comédia               | Gilmore Girls                                        | Venceu    |
| 2005 | Escolha do Breakout na TV - Masculina | Matt Czuchry (como Logan Huntzberger)                | Indicado  |
| 2005 | Choice TV Chemistry                   | Alexis Bledel, Matt Czuchry (como Logan Huntzberger) | Indicado  |
| 2004 | Escolha de Atriz de TV - Comédia      | Alexis Bledel (como Rory Gilmore)                    | Indicado  |
| 2004 | Programa de TV - Comédia              | Gilmore Girls                                        | Indicado  |
| 2003 | Escolha de TV - Comédia               | Gilmore Girls                                        | Indicado  |
| 2003 | Escolha Sidekick TV                   | Keiko Agena (como Lane Kim)                          | Indicado  |
| 2002 | TV - Ator de Escolha, Drama           | Jared Padalecki (como Dean Forester)                 | Indicado  |
| 2002 | TV - Atriz escolhida, Drama           | Alexis Bledel (como Rory Gilmore)                    | Indicado  |
| 2002 | TV - Drama/Ação e Aventura            | Gilmore Girls                                        | Indicado  |
| 2002 | TV - Escolha Sidekick                 | Keiko Agena (como Lane Kim)                          | Indicado  |
| 2001 | TV - Atriz Escolhida                  | Alexis Bledel (como Rory Gilmore)                    | Indicado  |
| 2001 | TV - Escolha de Drama                 | Gilmore Girls                                        | Indicado  |
| 2001 | TV - Escolha Sidekick                 | Keiko Agena (como Lane Kim)                          | Indicado  |

## Television Critics Association Awards
| Ano  | Categoria                         | Nomeado(s)                           | Resultado |
| ---- | --------------------------------- | ------------------------------------ | --------- |
| 2006 | Realização Individual em Comédia  | Lauren Graham (como Lorelai Gilmore) | Indicado  |
| 2005 | Realização Proeminente na Comédia | Gilmore Girls                        | Indicado  |
| 2002 | Realização Individual em Drama    | Lauren Graham (como Lorelai Gilmore) | Indicado  |
| 2002 | Realização Proeminente no Drama   | Gilmore Girls                        | Indicado  |
| 2001 | Novo Programa do Ano              | Gilmore Girls                        | Venceu    |
| 2001 | Realização Proeminente no Drama   | Gilmore Girls                        | Indicado  |
| 2001 | Programa do Ano                   | Gilmore Girls                        | Indicado  |

## Young Artist Awards
| Ano  | Categoria                                                    | Nomeado(s)                                 | Resultado |
| ---- | ------------------------------------------------------------ | ------------------------------------------ | --------- |
| 2004 | Melhor Performance em Série de TV - Atriz Jovem e Recorrente | Scout Taylor-Compton (como Clara Forester) | Indicado  |
| 2002 | Melhor Performance em Série Dramática de TV                  | Keiko Agena (como Lane Kim)                | Venceu    |
| 2002 | Melhor Performance em Série Dramática de TV                  | Alexis Bledel (como Rory Gilmore)          | Indicado  |
| 2002 | Melhor Performance em Série de TV (Comédia ou Drama)         | Kendall Schmidt                            | Indicado  |
| 2001 | Melhor Série Drama Familiar de TV                            | Gilmore Girls                              | Venceu    |
| 2001 | Melhor Performance em Série Dramática de TV                  | Alexis Bledel (como Rory Gilmore)          | Venceu    |

## Viewers for Quality Television
| Ano  | Categoria                         | Nomeado(s)                           | Resultado |
| ---- | --------------------------------- | ------------------------------------ | --------- |
| 2001 | Melhor Série Dramática            | Gilmore Girls                        | Venceu    |
| 2001 | Melhor Nova Série Escrita         | Gilmore Girls                        | Venceu    |
| 2001 | Melhor Atriz em Série             | Lauren Graham (como Lorelai Gilmore) | Venceu    |
| 2001 | Personagem Novo Mais Interessante | Lorelai Gilmore (Lauren Graham)      | Venceu    |